# Флаг городского поселения «Янчукан»
Флаг муниципального образования городского поселения «Янчукан» Северо-Байкальского района Республики Бурятия Российской Федерации — опознавательно-правовой знак, служащий официальным символом муниципального образования.
Флаг утверждён 20 октября 2009 года и подлежит внесению в Государственный геральдический регистр Российской Федерации.

## Описание и символика флага
«Флаг муниципального образования городского поселения „Янчукан“ представляет собой прямоугольное полотнище, состоящее из четырёх цветных полос. Три полосы по диагонали: справа — белого цвета, средняя полоса синего цвета и следующая полоса по диагонали зелёного цвета, от древка — вертикальная полоса жёлтого цвета.
В правой белой части полотнища флага изображены красным цветом пятнадцать звёзд, обозначающие пятнадцать бывших Союзных Республик строящих Байкало-Амурскую железную дорогу, в том числе и посёлок Янчукан.
Отношение ширины флага к его длине 1:2».